# Schloss Vaalsbroek

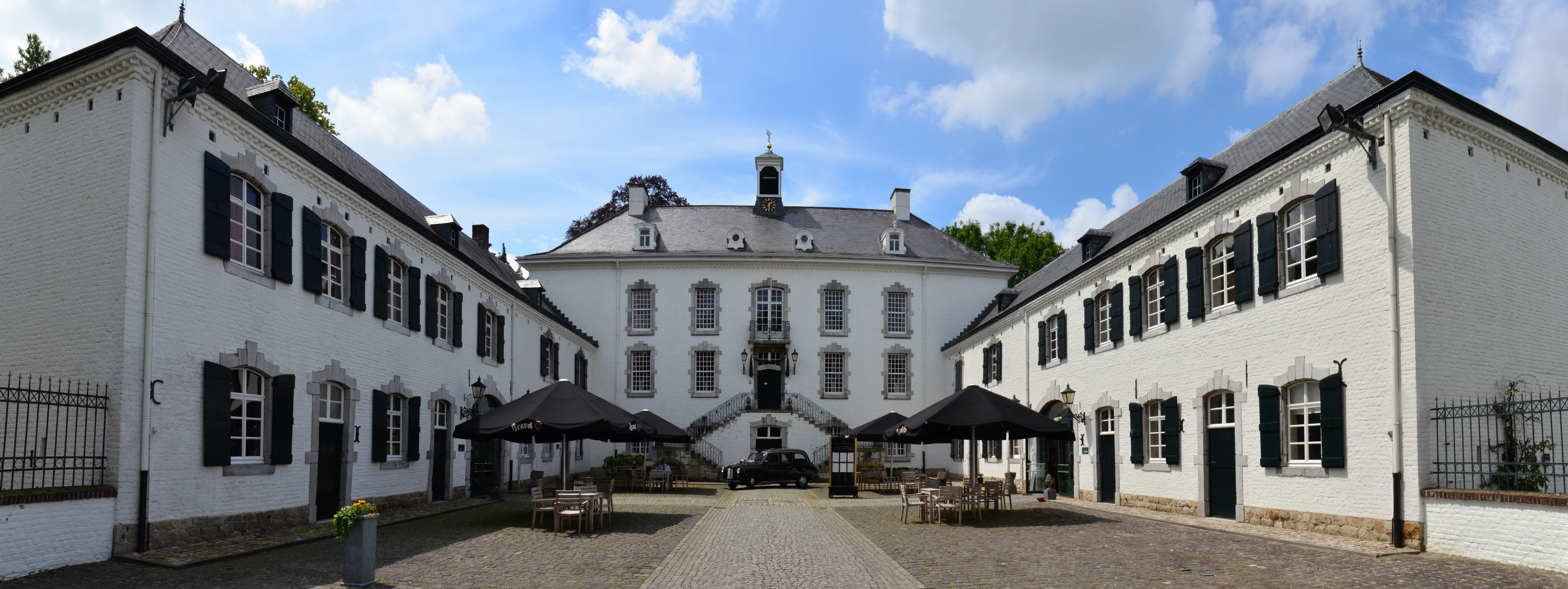
Schloss Vaalsbroek, Hofansicht des Herrenhauses

Schloss Vaalsbroek (im Deutschen auch Vaalsbroich und Vaalsbruch genannt, limburgisch Kesjteël Volsbruch) ist eine Schlossanlage im Vaalser Ortsteil Raren rund 1,5 Kilometer westlich des Vaalser Ortszentrums. Es liegt in der Ebene unterhalb des Dreiländerecks auf dem Vaalserberg auf niederländischer Seite. Umgeben ist es von der limburgischen Hügellandschaft unweit der Ausläufer von Eifel und Ardennen rund 20 Kilometer östlich von Maastricht und etwa acht Kilometer westlich vom Stadtzentrum Aachens. 
Die Schlossanlage steht seit dem 24. Juni 2002 unter Denkmalschutz. Ihre Wurzeln liegen im 13. Jahrhundert, als am selben Ort ein Lasshof stand. Ein erstes Herrenhaus aus dem 15. Jahrhundert wurde zwischen 1733 und 1736 von Leonard Lamberts von Cortenbach durch ein repräsentatives, dreiflügeliges Schloss im Stil des Klassizismus ersetzt. In den 1760er Jahren durch den Aachener Tuchfabrikanten Johann Arnold von Clermont noch einmal verändert und mit einem englischen Landschaftsgarten umgeben, wird es heute als Konferenzzentrum, Restaurant und Hotel der gehobenen Klasse genutzt.

## Geschichte
Die Gegend um Vaals war schon in prähistorischer und römischer Zeit sowie unter den Karolingern besiedelt. Für die Legende, dass im 8. und 9. Jahrhundert an der Stelle des heutigen Schlosses ein Jagdhaus Karls des Großen gestanden haben soll, gibt es jedoch keine Belege. Eine erste urkundliche Erwähnung Vaalsbroeks erfolgte erst im 13. Jahrhundert, als der Ritter Wilhelm von Vaals Eigentümer eines dortigen Hofs war. Der Besitz war ein Lasshof im Herzogtum Limburg, der seinen Namen wegen der Lage in nassem, für die Landwirtschaft uninteressantem Bruchland trug. Es gehörte zur Herrschaft Herzogenrath und wurde mal als Allodial, mal als Lehen von Gronsveld bezeichnet.
Im 15. Jahrhundert gehörte Vaalsbroek, 1479 als „hoff zo Broiche“ erwähnt, der Familie von Birgel. Anfänglich bestand es ausschließlich aus Wirtschaftsgebäuden, ehe ein Herrenhaus hinzukam. Zu Anlage gehörte auch ein Brauhaus und die Vaalsbroeker Mühle, die aber erst 1542 als Bannmühle erstmals urkundlich erwähnt wurde. Durch Heirat von Johanna, der Tochter Margaretha von Birgels und Johann Bertolf von Belvens, kam die Anlage 1499 an Johann Krümmel von Nechtersheim. Durch finanzielle Schwierigkeiten der Eigentümer kam es oft zu Verkäufen sowie Rückkäufen und Verpfändungen. Im frühen 17. Jahrhundert brachte Maria Krümmel von Nechtersheim Vaalsbroek schließlich ihrem Mann Andreas von Eys genannt Beusdal zu.

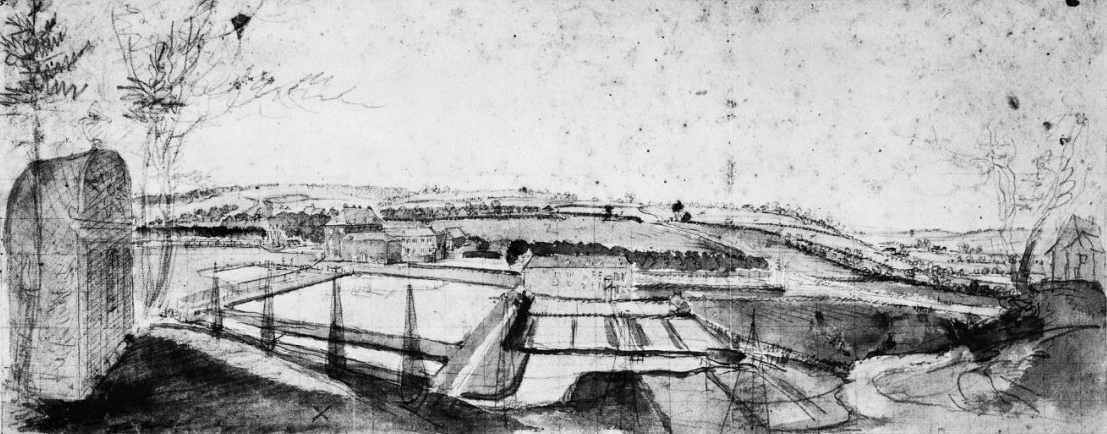
Zeichnung der Schlossanlage von Caspar Wolff, ca. 1780

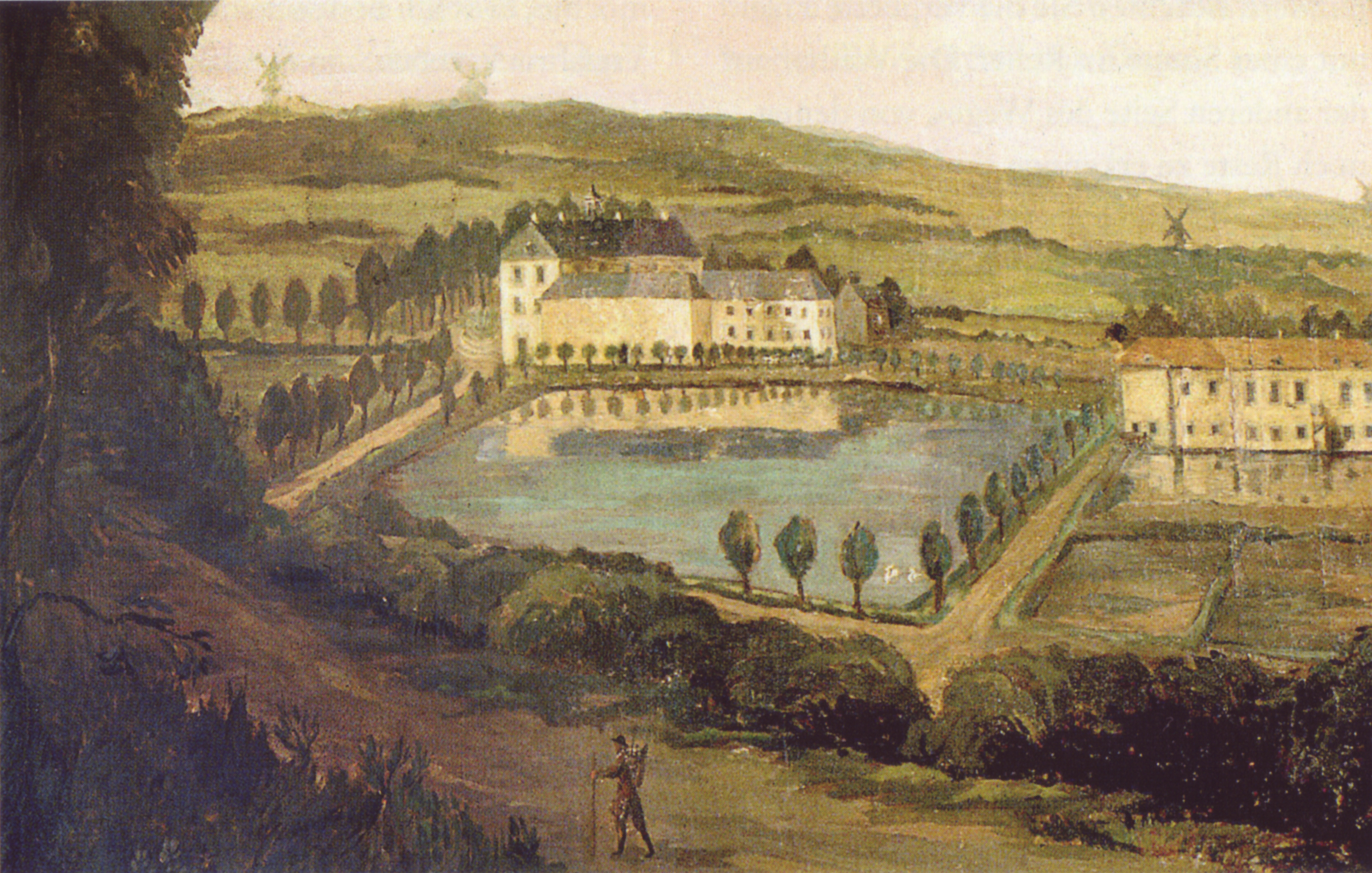
Abbildung der Schlossanlage auf einer Tapete im Gartenzimmer des Schlosses Vaalsbroek, 18. Jh.

Im Jahr 1690 war das Herrenhaus im Besitz des Aachener Bürgermeisters Wilhelm Adolf von Eys und aufgrund dessen, dass er seinen Besitz verwahrlosen ließ, unbewohnbar. Bei einer Zwangsversteigerung 1733 kaufte Leonard Lamberts von Cortenbach die landtagsfähige Anlage samt 47 Hektar Landbesitz und einigen Höfen für 28.800 Brabanter Gulden. Der neue Eigentümer ließ das heruntergekommene Herrenhaus bis auf die Grundmauern niederlegen und bis 1736 durch ein dreiflügeliges klassizistisches Schloss ersetzen. Die Entwürfe dazu lieferte wahrscheinlich sein Hausarchitekt Laurenz Mefferdatis. Seine endgültige, heutige Gestalt erhielt der Bau aber erst unter dem Tuchfabrikanten Johann Arnold von Clermont, der ihn am 21. Juli 1761 samt Mühle von Leonard Lamberts von Cortenbachs Sohn für 52.650 Brabanter Gulden erwarb und anschließend vermutlich von dem Aachener Barockbaumeister Johann Joseph Couven und Joseph Moretti zu einem repräsentativen Land- und Sommersitz ausbauen ließ. Dabei ließ er am Haupthaus das bisherige Mansarddach durch ein Walmdach ersetzen und die Seitenflügel verlängern. An der Fassade nahm er aber keine grundlegenden Veränderungen vor. Den bis dahin vorhandenen formal gestalteten Garten südwestlich des Schlosses ließ er durch einen Landschaftspark ersetzen und im Nordosten eine lange, axial auf den Haupteingang zuführende Allee anlegen. Diese Achse wurde an der Rückseite des Schlosses durch zwei Reihen Kastanien fortgesetzt. Die Entwürfe dafür lieferte möglicherweise wieder Joseph Moretti, der einige Elemente des Vorgängergartens beibehielt. Der Umbau des Herrenhauses, der Grünanlagen und der Wassermühle dauerte vier Jahre. Clermont ließ den Bach kanalisieren, eine Wasserleitung bauen und große Teiche als Wasserreservoir anlegen. 1765 wurde Vaalsbroek sein Stammsitz, auf dem er mit seiner Familie bis zu seinem Tode 1795 lebte. In der Mühle waren Tuchschererei, Presserei und Färberei angesiedelt, ausgelagert war lediglich die Weberei. 1786 ließ Clermont außerdem in Sichtweite des Schlosses ein von Moretti entworfenes Mausoleum als Familienbegräbnis errichten und seine verstorbene Frau am 29. Januar 1787 dorthin überführen. 
Nach Clermonts Tod übernahm sein Sohn Karl Theodor Arnold den Besitz. Kurz nach dessen Tod im April 1824 wurde das Schloss am 12. Mai 1824 an Friederike Veronika Keller, Witwe von Johann David Hasselbach, verkauft. Durch die Heirat ihrer Tochter Sophia Wilhelmina am 30. Dezember 1825 kam die Anlage in den Besitz deren Ehemannes Karl Heinrich von Görschen. Weil sowohl er als Beamter bei der Bezirksregierung Aachen als auch die zukünftigen Besitzer des Anwesens selbst keine Mühlenbetreiber waren, wurde die Mühle fortan bis 1945 verpachtet.
Die Gebäude der einstigen Wollspinnerei dienten ab dem Ende des 19. Jahrhunderts als Wohnungen. Zu jener Zeit gehörte Schloss Vaalsbroek Friedrich Wilhelm von Massenbach. Er war 1886 durch seine Heirat mit Frieda von der Mosel, einer Tochter Louisa von Görschens, Eigentümer geworden. Seine Familie besaß das Anwesen bis 1944. In jenem Jahr beschlagnahmte es die niederländische Regierung als Feindvermögen, nachdem es während der deutschen Besatzungszeit im Zweiten Weltkrieg als Offiziersunterkunft der deutschen Armee gedient hatte. 1946 kam die Schlossanlage in den Besitz der der Königlichen Niederländischen Staatsminen, die das Schloss 1953 renovierten und zu einer Aus- und Fortbildungsstätte umbauten. Weil das Unternehmen nur das Schlossgebäude nutzte, verkaufte es den Mühlenkomplex an den damaligen Pächter Leon Hubert Schoonbroodt. 1957 wurde der Besitz an die Stiftung Beamtenfonds der Staatsminen (niederländisch Stichting Beambtenfonds van de Staatsmijnen) übertragen und die Mühle 1960 stillgelegt.
1974 erwarb die Stiftung Fonds voor Sociale Instellingen te Heerlen das Herrenhaus und kaufte 1977 das Clermontsche Mausoleum dazu, ehe sie 1978 auch die ehemalige Mühle in ihren Besitz brachte. Bis 1980 restaurierte sie das Mausoleum und das Herrenhaus, um letzteres anschließend als Konferenzzentrum zu nutzen. Bei den Arbeiten wurden auch einige Veränderungen aus den 1950er Jahren wieder rückgebaut. Die Mühle überließ man aber vorerst sich selbst. Erst als sie 1988 durch Bohemen Vastgoed übernommen und zu einem Hotel-Restaurant umgebaut worden war, wurde ihr Verfall gestoppt. Für die neue Nutzung wurden nicht nur die bestehenden Gebäude restauriert, sondern ihnen auch ein moderner Anbau hinzugefügt. Die historische Mahlanlage blieb erhalten und wurde wieder komplettiert, allerdings nicht wieder in Betrieb genommen. Schon nach kurzer Zeit wurde ein weiterer Ausbau der Mühle für den Hotelbetrieb nötig, der sich am 1. März 1999 Dolce International anschloss. Mittlerweile gehörte der Betrieb zur Hotelkette Bilderberg, der Restaurationsbetrieb in der historischen Wassermühle wird als Gourmet-Restaurant geführt.

## Beschreibung

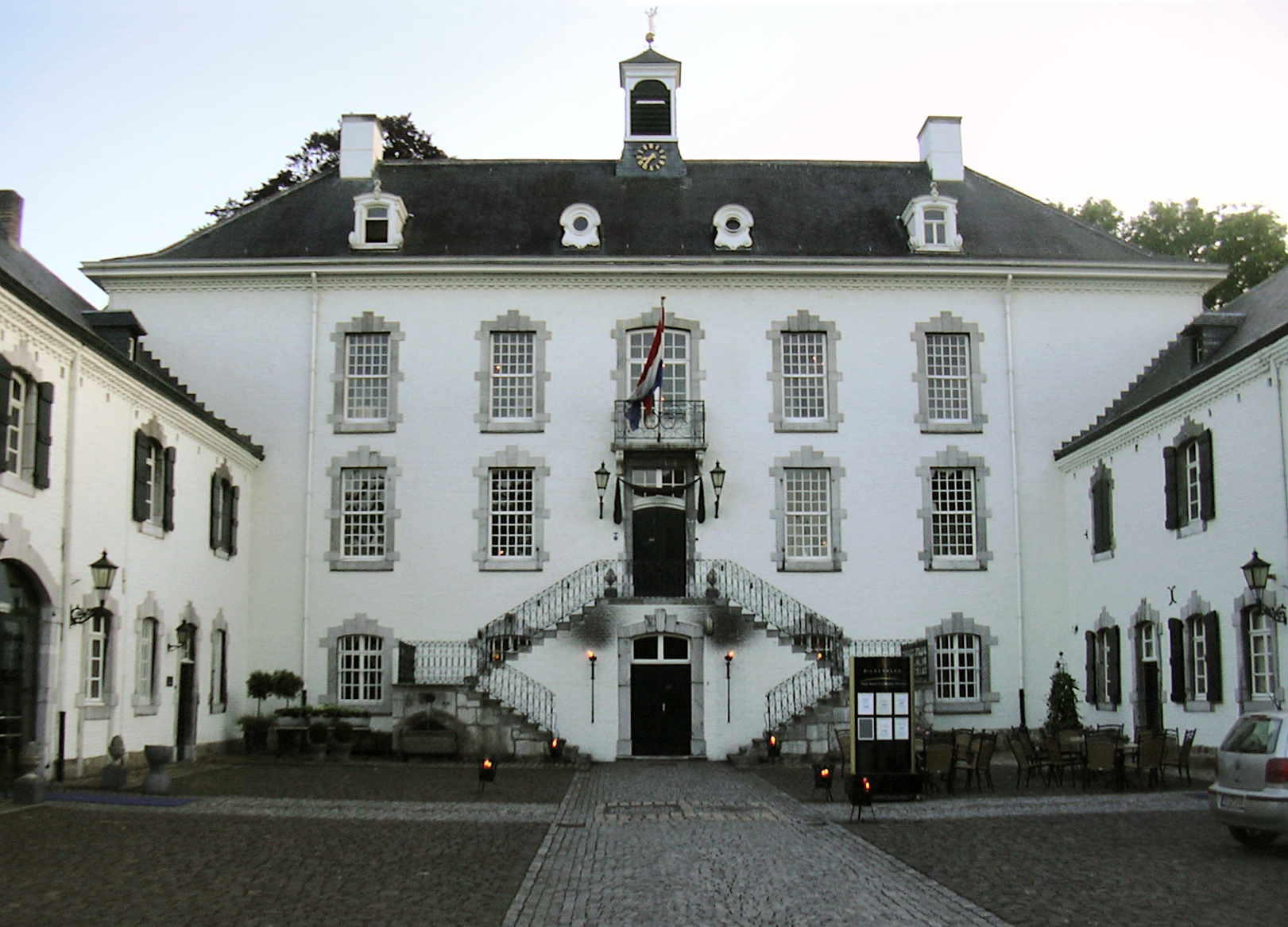
Herrenhaus, Hoffassade

Zur Schlossanlage Vaalsbroek gehören neben dem Herrenhaus eine denkmalgeschützte Fachwerkscheune (heute als Wohnhaus genutzt), das Mausoleum der Familie Clermont und eine historische Wassermühle samt modernen Hotelanbauten. Die Gebäude sind von einem landschaftlich gestalteten Park umgeben.

### Herrenhaus
Das Herrenhaus ist ein weiß getünchter Backsteinbau mit schiefergedecktem Walmdach, das kleine Gauben – zum Teil mit Ochsenaugen – und einen Dachreiter von wahrscheinlich 1780 mit Uhr und Wetterfahne trägt. Es besteht aus einem Mittelflügel und zwei niedrigeren Seitenflügel, die sich dem Mitteltrakt im rechten Winkel nach Nordosten anschließen und somit dem Herrenhaus einen U-förmigen Grundriss geben. Die Seitenflügel dienten früher als Wirtschaftstrakte und beherbergten Ställe, Heuböden und Bedienstetenunterkünfte. Später befand sich dort auch die Wohnung des Pächters. Der durch die Flügel umschlossene, gepflasterte Ehrenhof wird an der Nordostseite von einer niedrigen, konvex geschwungenen Mauer abgeschlossen, die ein schmiedeeisernes Gitter trägt. In der Mitte des Gitters befindet sich zwischen zwei hohen Pfeilern aus Namurer Blaustein ein doppelflügeliges Tor.

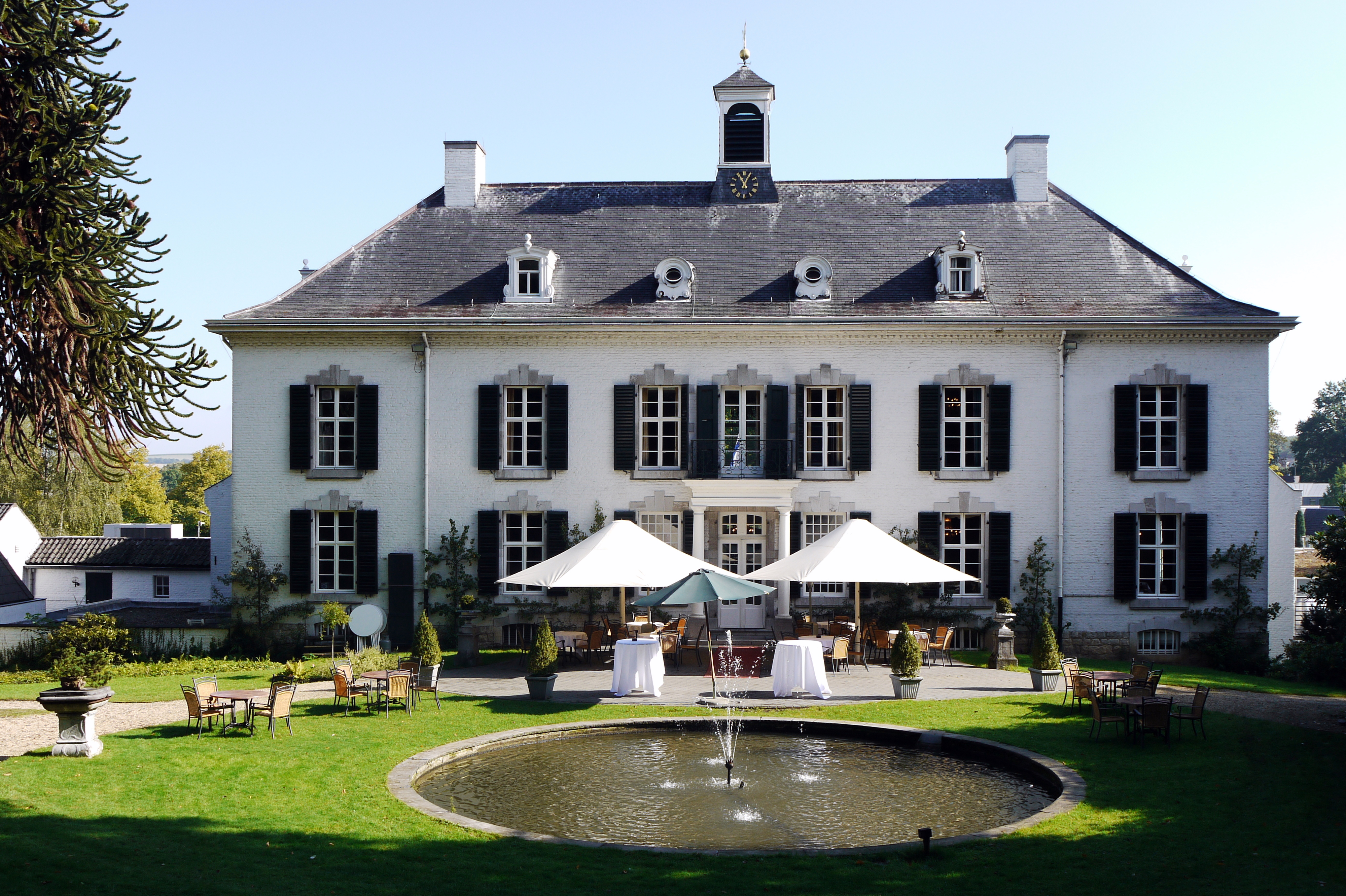
Herrenhaus, Gartenfassade

Die streng symmetrisch gestaltete Hoffassade des Mittelbaus zeigt drei Geschosse, die durch Segmentbogenfenster mit Blausteinfassung in fünf Achsen unterteilt ist. Das Kranzgesims weist einen Zahnfries auf. Eine monumentale, zweiläufige Freitreppe mit kunstvoll geschmiedetem Geländer führt zum segmentbogigen Haupteingang im ersten Geschoss. Über diesem befindet sich ein kleiner Balkon mit schmiedeeiserner Brüstung, welche die Initialen „CHvG“ für den Eigentümer Carl Heinrich von Görschen zeigt. In der Stützmauer der Treppenanlage befindet sich der Eingang zum Erdgeschoss mit Backsteingewölbe, das als Keller genutzt wird. Dort befindet sich unter anderem die ehemalige Schlossküche mit Kamin und Kreuzrippengewölbe. Einige Natursteinquader in den Mauern stammen möglicherweise noch von dem Vorgängerbau aus dem 15. Jahrhundert. Die rückwärtige, siebenachsige Gartenfassade des Herrenhauses zeigt nur zwei Geschosse, weil das umgebende Gelände dort höher ist. Die Beletage liegt somit an dieser Seite ebenerdig. In der Mittelachse zeigt sie einen von toskanischen Säulen getragenen Portikus, der einen Balkon mit schmiedeeiserner Brüstung trägt.
Im Inneren des Herrenhauses finden sich rekonstruierte Stuckdecken. Kunsthistorisch besonders wichtig ist das restaurierte Gartenzimmer, ein Salon mit wertvollen, bemalten Leinentapeten aus dem 18. Jahrhundert. Sie waren in den 1970er Jahren in sehr schlechtem Zustand und wurden von 1978 bis 1980 ergänzend restauriert. Die Tapeten zeigen Darstellungen von Handel, Fischfang und Landleben, wurden jedoch vermutlich nicht für Vaalsbroek, sondern für ein anderes Haus angefertigt.

### Mausoleum

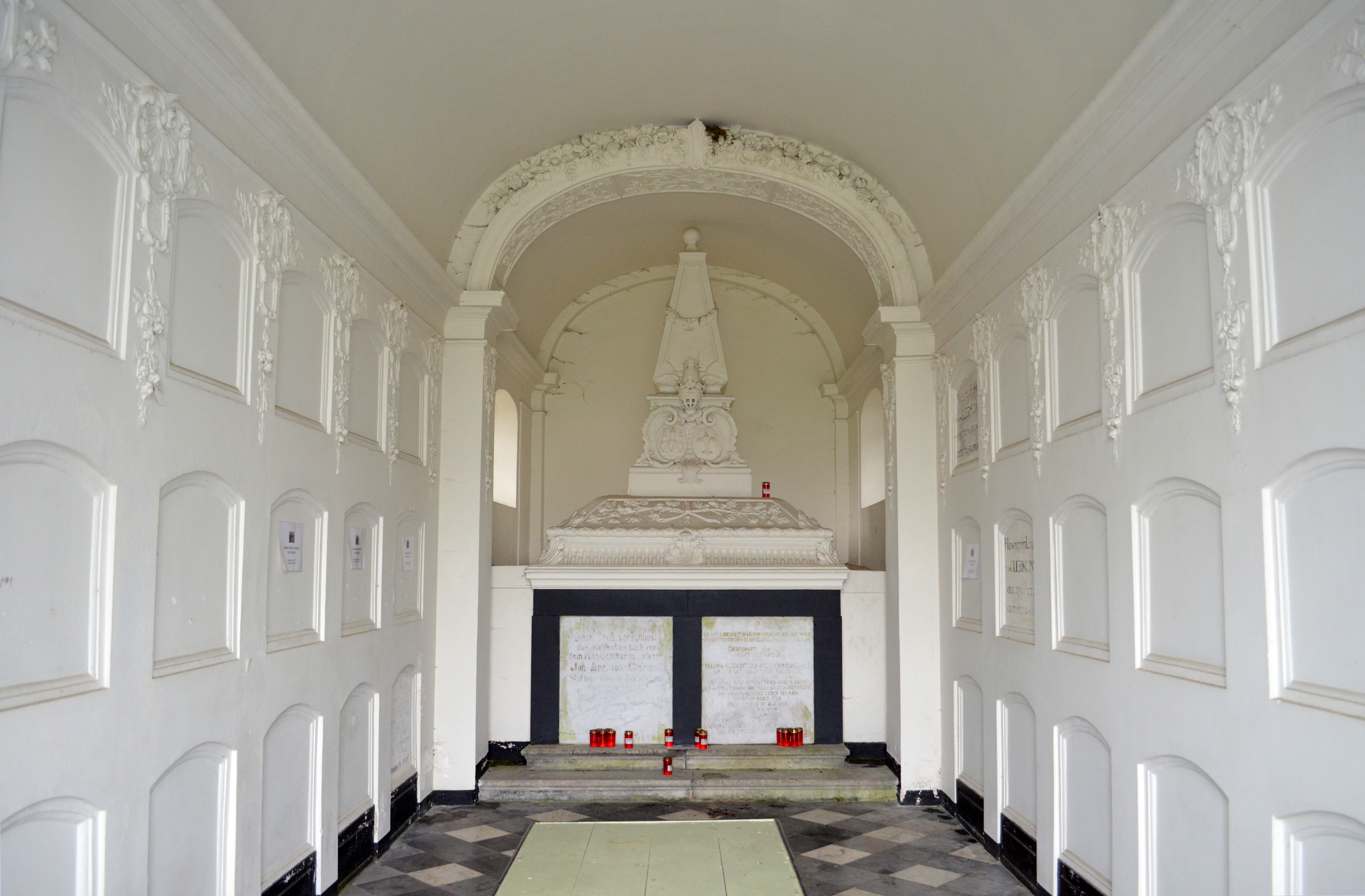
Mausoleum, Innenansicht

Vom Park führt ein schmaler Weg zum südlich des Herrenhauses gelegenen, 1978 restaurierten Mausoleum der Familie von Clermont. Der aus Backstein errichtete Bau besitzt einen rechteckigen Grundriss und ist von einer Weißdornhecke umgeben. Sein rundbogiger Eingang befindet sich an der repräsentativ gestalteten Nordost-Seite. Diese ist im neoklassizistischen Stil gestaltet und mit Namurer Blaustein verkleidet. Zu beiden Seiten des Eingangs befinden sich von rustizierten Pilastern flankierte Nischen mit Steinvasen im Louis-seize-Stil. Über einem dorischen Gebälk erhebt sich in der Mittelachse auf Höhe des Zeltdachs ein skulptierter Dreiecksgiebel mit dem von Ranken umgebenen Relief des Clermontschen Wappens.
Im Inneren befindet sich die Gruft des Erbauers Johann Arnold von Clermont und seiner Frau Maria Elisabeth Emminghaus. Ihr Grab ist von einem Obelisken bekrönt, dessen stuckierter Sockel das Allianzwappen Clermont/Emminghaus zeigt. Weitere Stuckverzierungen finden sich zum Beispiel an einem Bogen der tonnengewölbten Decke. Marmortafeln erinnern an die beiden Verstorbenen. Das Mausoleum wurde nicht nur für Johann Arnold von Clermont und seine Frau, sondern auch für weitere Familienangehörige des Paars konzipiert. Deshalb finden sich an den beiden Längsseiten jeweils drei Reihen mit sieben Grabnischen, in denen auch Kinder und Enkel Clermonts bestattet sind.

### Vaalsbroeker Mühle

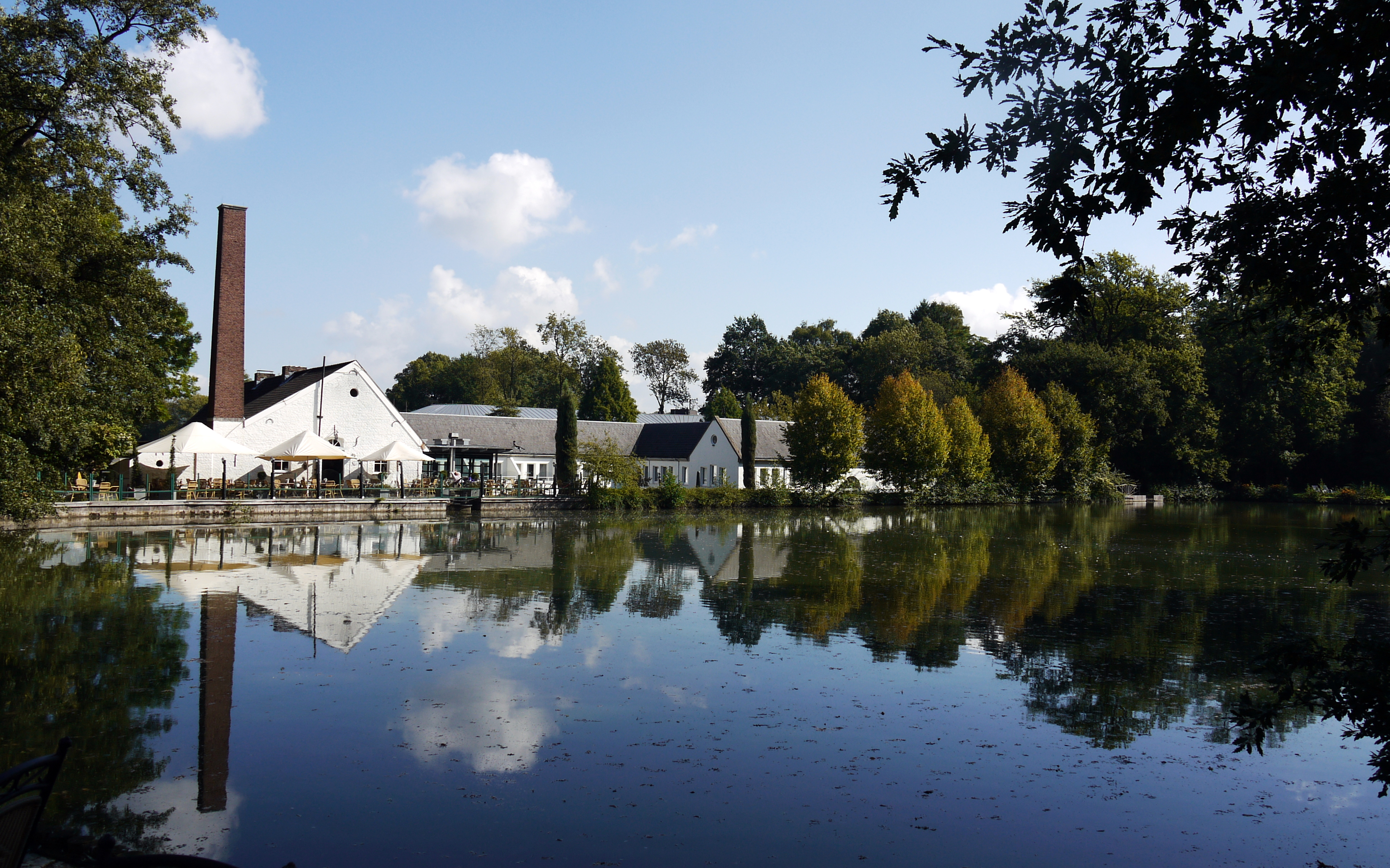
Vaalsbroeker Mühle

### Schlosspark

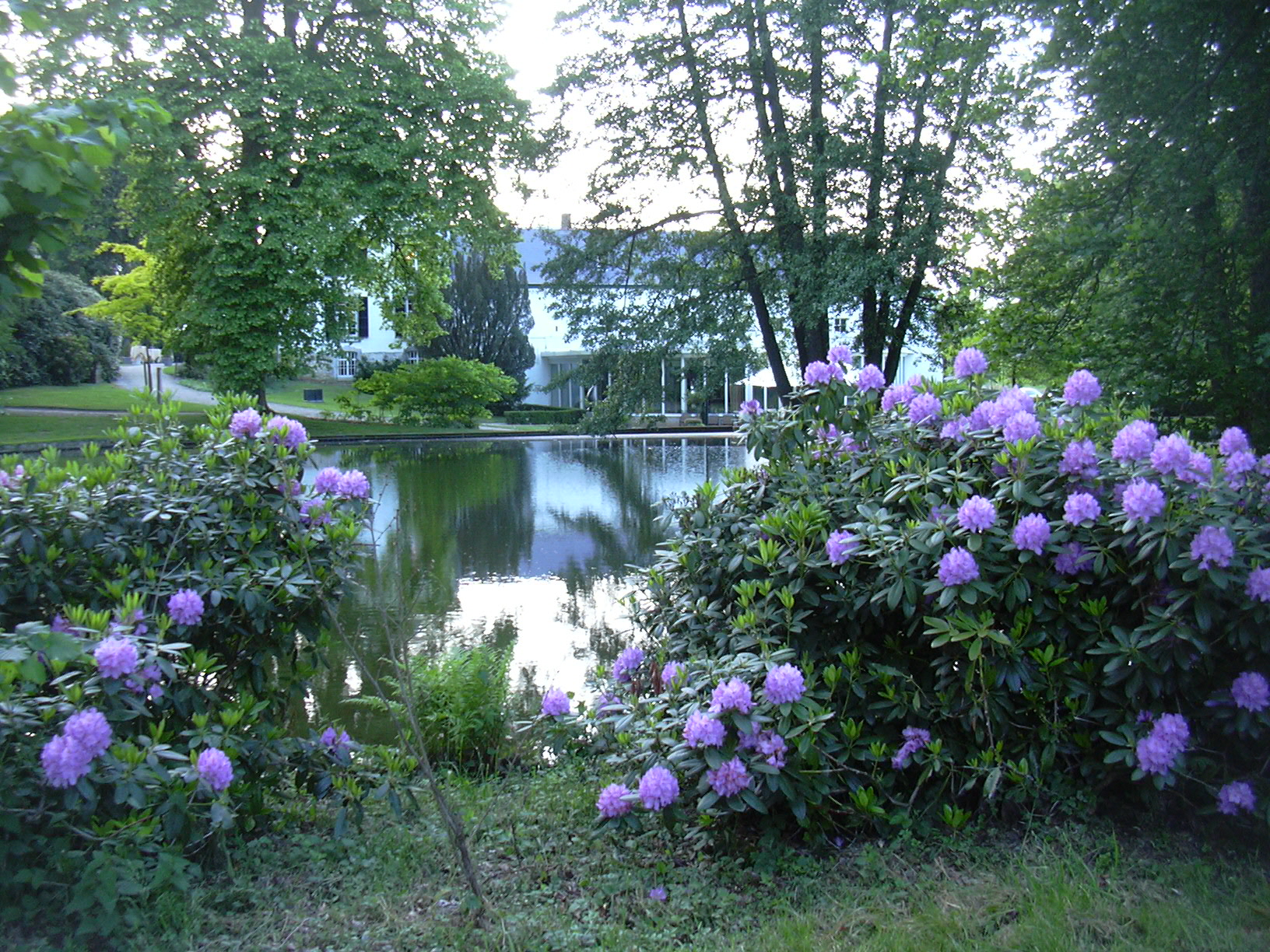
Landschaftsgarten

Der Großteil des Vaalsbroeker Schlossparks liegt südwestlich hinter dem Herrenhaus und geht auf einen ursprünglich symmetrisch angelegten Garten zurück. Heute ist er als englischer Landschaftsgarten gestaltet. Eine rund 130 Meter lange Allee führt in der Mittelachse des Herrenhauses von Nordosten auf das Gittertor des Ehrenhofs zu. Die durch sie begonnene Achse wird im Landschaftsgarten durch ein kreisrundes Wasserbassin mit Fontäne fortgesetzt und besaß früher eine Verlängerung durch zwei Reihen Kastanien. Einige dieser im 18. Jahrhundert gepflanzten Bäume stehen heute noch. Der zwischen ihnen verlaufende, gerade Weg wird etwa auf halber Strecke von zwei weiteren kreisrunden Wasserbecken flankiert. 1770 waren die Grünanlagen des Schlosses 20 bis 30 Are groß, wurden aber später auf fünf bis sechs Hektar erweitert. Laut einem Brief, den der Dichter Johann Georg Jacobi, ein Bruder von Johann Arnold von Clermonts Schwager, 1774 schrieb, besaß der Schlosspark seinerzeit von Stockrosen umrankte Bäume, Wasserfälle und künstliche Grotten. Des Weiteren sind ein Labyrinth, ein Badehaus und ein Eiskeller belegt.
Direkt beim Herrenhaus liegt südlich davon ein ehemaliger Fischweiher, der auch schon im 18. Jahrhundert existierte. Ein weiterer, großer und nahezu rechteckiger Teich liegt östlich des Herrenhauses. Er breitet sich bis zur Wassermühle aus und wird durch den Zieversbach gespeist. Beide Teiche dienten früher auch zur Wasserversorgung von Schloss und Mühle.